# AiRUnion
AiRUnion era una alianza aérea rusa. Fue la primera alianza de aerolíneas que se estableció en Rusia. Las aerolíneas miembro y sus afiliadas disfrutaron de un alto grado de cooperación en la programación, emisión de boletos, uso compartido de códigos, operaciones de transferencia de vuelos, beneficios del programa de viajero frecuente, salas de espera compartidas en los aeropuertos, reducción de costos e intercambio de mejores prácticas. Desde entonces, la aerolínea y los transportistas miembros se declararon en quiebra en 2008. Con el patrocinio del gobierno, se planeó que la alianza resucitara como Rossiya a partir de 2008. Sin embargo, esto nunca sucedió.

## Historia
Esta alianza se estableció como AirBridge. En octubre de 2004, las aerolíneas rusas KrasAir y Domodedovo Airlines establecieron una empresa de gestión conjunta llamada AirBridge. KrasAir es propiedad del gobierno de la ciudad de Krasnoyarsk (51%) y la administración de AirBridge (49%) (Boris Abramovich - CEO y su hermano, Alexander Abramovich - CEO adjunto, sin relación con Roman Abramovich).  Si bien conservaban identidades legales separadas, las aerolíneas planeaban integrar sus redes y servicios, ya que son en gran medida complementarios.  En abril de 2007, AirBridge había comprado la aerolínea Malév al gobierno húngaro. Boris Abramovich también es CEO de la alianza AirUnion.
La agresiva campaña de expansión de los hermanos Abramovich llevó a la creación de la alianza AiRUnion en 2005, la primera alianza de aerolíneas en Rusia. Incluía KrasAir, Domodedovo Airlines, Omskavia, Samara Airlines y Sibaviatrans.  El 3 de mayo de 2007, los cinco miembros de la alianza AirUnion se incorporaron a una sociedad de cartera con un nombre similar, OAO AirUnion, en la que el gobierno ruso posee no menos del 45% de las acciones.
Aunque Malév era miembro de Oneworld, a principios de 2007 AiRUnion comenzó un código compartido con Austrian Airlines y Lufthansa en su expansión estratégica en rutas europeas.
AiRUnion competía con S7 Airlines para convertirse en la segunda aerolínea nacional más grande de Rusia en 2007, después de Aeroflot. AiRUnion transportó 4,9 millones de pasajeros en 2006 en comparación con los 8,75 millones de Aeroflot.
En el 2008, las aerolíneas de la alianza se declararon en quiebra, por lo que AiRUnion también.

## Aerolíneas miembro
AiRUnion constaba de las siguientes aerolíneas miembro:
- KrasAir
- Domodedovo Airlines
- Omskavia
- Samara Airlines
- Sibaviatrans

## Programe de viajero frecuente
AiRUnion tenía un nivel premium, AiRUnion Premium, basado en el estado del nivel del cliente en un programa de viajero frecuente.  Cada miembro y aerolínea regional reconoció el estado Premium de AiRUnion, con solo unas pocas excepciones, principalmente relacionadas con el acceso a las salas VIP del aeropuerto. El estado no tiene requisitos específicos; La membresía se basa únicamente en los programas de viajero frecuente de las aerolíneas miembros individuales. Los beneficios de la membresía AiRUnion Premium incluyen boletos gratis, transporte de equipaje adicional y descuentos para los participantes del programa de la alianza.
- Datos: Q403150
- Multimedia: AiRUnion / Q403150